# Calceolaria pennellii
Calceolaria pennellii är en toffelblomsväxtart som beskrevs av Descole och Borsini. Calceolaria pennellii ingår i släktet toffelblommor, och familjen toffelblomsväxter. Inga underarter finns listade i Catalogue of Life.